# Christian C. Burns
Christian Charles Burns (* 4. September 1985 in Trenton, New Jersey) ist ein US-amerikanisch-italienischer Basketballspieler. Nach seinem Studium in seinem Heimatland spielte Burns als Profi unter anderem in Europa, unter anderem auch in der Basketball-Bundesliga 2009/10 für den deutschen Erstligisten ratiopharm Ulm.

## Karriere
Burns ging 2003 zum Studium an die Quinnipiac University, wo er für die Hochschulmannschaft Bobcats damals in der Northeast Conference (NEC) der NCAA Division I spielte. Die Bobcats erreichten in der ersten Division noch keine überregionalen Erfolge und nach zwei Jahren wechselte Burns an die Philadelphia University, deren Hochschulmannschaften Rams in der Division II der NCAA spielen.
Trotz der weniger guten Voraussetzungen, nur in unbedeutenden Hochschulmannschaften gespielt zu haben, begann Burns 2007 eine Karriere als professioneller Spieler, die ihn in seiner ersten Saison 2007/08 in die erste polnische Liga Polska Liga Koszykówki zu AZS aus Koszalin führte. Nach einer weiteren Spielzeit in Portugal für die Basketballmannschaft des FC Porto bekam Burns 2009 einen Vertrag beim deutschen Verein ratiopharm aus Ulm. Nach einem fünften Platz in der Vorsaison und der ersten Play-off-Teilnahme nach dem Wiederaufstieg verpassten die Ulmer in der Basketball-Bundesliga 2009/10 auf dem 13. Platz in der Hauptrundentabelle eine weitere Play-off-Teilnahme deutlich. Anschließend wechselte Burns in die Basketball Superliga Ukraine zu Ferro-SNTU aus Saporischschja. In der Saison 2011/12 spielte Burns dann in der israelischen Ligat ha’Al für Elitzur aus Netanja. In der elf Mannschaften umfassenden Liga verpasste der Verein auf dem drittletzten Tabellenplatz die Teilnahme an den Play-offs um die Meisterschaft knapp. 
Für die Spielzeit 2012/13 wechselte Burns in die erste italienische Liga Lega Basket Serie A zu Sutor Basket aus Montegranaro. Mit dem Verein erreichte er wie in Ulm einen 13. Platz in der Hauptrundentabelle, der nicht für die Teilnahme an der Endrunde um die Meisterschaft reichte. Anschließend wechselte Burns nach Russland zu BK Jenissei aus Krasnojarsk. Ein Jahr später wechselte er zur Saison 2014/15 zum tschechischen Serienmeister ČEZ Basketball aus Nymburk, der wie Jenissei Krasnojarsk in der osteuropäischen VTB United League spielt. Mit Nymburk wurde er tschechischer Meister und wechselte zur Saison zum Al-Wasl Sport Club in die Vereinigten Arabischen Emirate. 2015 erhielt er die italienische Staatsbürgerschaft. Im November 2016 unterschrieb er beim italienischen Erstligisten Brescia. Er stand im Aufgebot der italienischen Nationalmannschaft für die Europameisterschaft 2017.
Zur Saison 2018/19 wechselte er zu Olimpia Mailand. In einer Dopingprobe Burns', die am 12. Mai 2019 entnommen wurde, wurde der verbotene Stoff Clostebol festgestellt. Im Juli 2019 wurde er vom italienischen Anti-Doping-Gericht vom Dopingvorwurf freigesprochen.